# Дюшенуа, Катарина Жозефина
Катарина Жозефина Дюшенуа, урождённая Рафин (5 июня 1777, Сен-Сольв — 8 января 1835, 2-й округ Парижа (до 1860 года)) — французская трагическая актриса, многолетняя соперница Мадемуазель Жорж.

## Биография
Родилась в деревне Сен-Сольв, вблизи Валансьена в семье трактирщика. Работала служанкой и швеёй. В 1797 году впервые вышла на сцену во время любительского праздника в Валаньсене. Выступление имело шумный успех, и мадемуазель Дюшенуа отправилась для обучения в Париж. Проучившись некоторое время у актрисы мадемуазель Флоранс, при покровительстве известной в светских кругах мадам де Монтессон была принята в труппу Комеди Франсез.
В 1802 году состоялся парижский дебют мадемуазель Дюшенуа в «Федре» Расина. Этот дебют был настолько выдающимся, что спустя несколько дней на представление пришёл Наполеон и остался доволен. Мадемуазель Дюшенуа пользовалась также поддержкой Тальма — ведущего трагического актёра.
Мадемуазель Дюшенуа была на десять лет старше, чем другая ведущая актриса того времени, мадемуазель Жорж. Если Жорж отличалась удивительной красотой, то внешность Дюшенуа, была, по мнению современников, неприметной. Её, однако, отличали выразительный и красивый голос, естественность и мощь актёрской игры, в то время как мадемуазель Жорж играла в классическом (менее естественном) стиле.
Позднее мадемуазель Дюшенуа, возможно, стала одной из многих подруг Наполеона. Это ещё больше усилило и без того существовавшее соперничество между мадемуазель Дюшенуа и мадемуазель Жорж, которая также пользовалась благосклонностью императора. Ссора между двумя популярными актрисами широко обсуждалась во французском обществе, на этот сюжет рисовались карикатуры, каждая из двух актрис имела свой круг фанатов, поддерживавших её в конфликте с другой. Звание сосьетеров Комеди Франсез обе актрисы, по приказу суперинтенданта императорских театров графа Огюста де Ремюза, получили одновременно, в противном случае возник бы большой скандал.

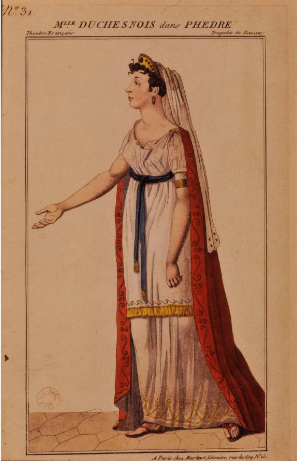
Дюшенуа в роли Федры.

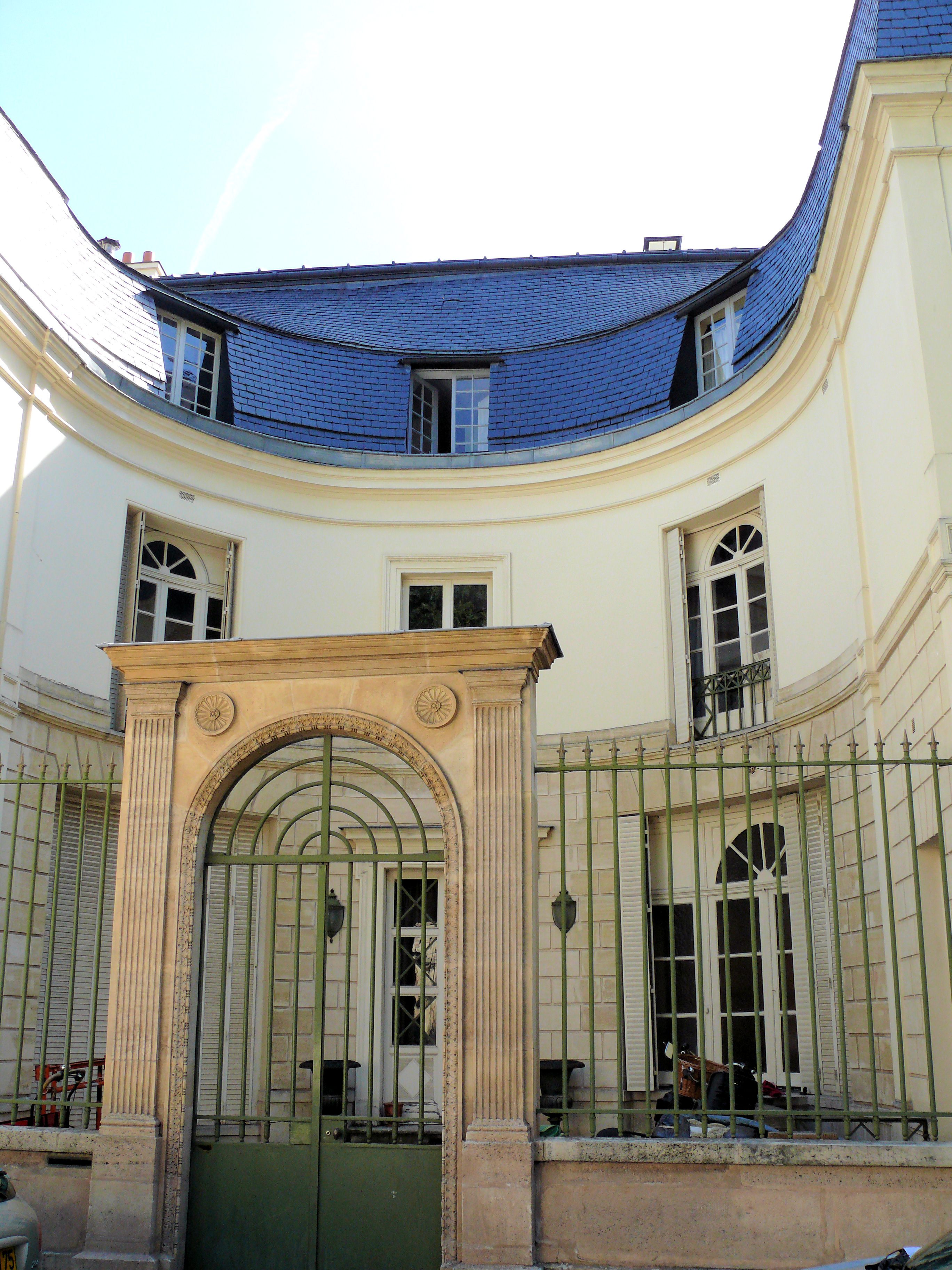
Собственный особняк актрисы в Париже.

В конце концов, в 1808 году мадемуазель Жорж выехала на гастроли в Россию, где задержалась достаточно надолго.
С 1804 по 1829 год Дюшенуа сыграла в театре 36 ролей, в основном, заглавных. Происходя из простой семьи, в зрелые годы мадемуазель Дюшенуа была весьма состоятельна и проживала в собственном особняке в Париже, сохранившемся до наших дней. В 1833 году, в возрасте 55 лет, она удалилась со сцены. В 1835 году актриса умерла и была похоронена на кладбище Пер-Лашез, где ей было воздвигнуто пышное надгробие на средства королевской семьи, Комеди Франсез и города Парижа.

## Отражение в кинематографе
- Во франко-итальянском фильме 1961 года «Знаменитые любовные истории» (фр. Les Amours célèbres) роль мадемуазель Дюшенуа сыграла Анни Жирардо.